# Die grüne Wolke (Film)
Der Kinderfilm Die grüne Wolke ist ein deutscher Fantasyfilm von dem deutschen Regisseur Claus Strigel aus dem Jahr 2001. Er wurde frei nach dem Roman Die grüne Wolke von Alexander Sutherland Neill gedreht.

## Handlung
Die Kinder Don, Evi, Biene, Bernie, Mark, Golo, Jasmin und Romy sind Schüler der Klasse 5 c in einem Internat in Leuchtenberg. Sie haben es satt, die langweiligen und angeberischen Geschichten ihres Lehrers Birnenstiel zu hören, also erzählt er ihnen eine Geschichte, in der er und die Kinder die letzten Menschen der Welt sind.
An einem friedlichen Tag erscheint der amerikanische Multimillionär Mac Hoss mit seinem kürbisförmigen Raumschiff „Fun-Shuttle“ und bietet den Kindern und Birnenstiel eine Raumfahrt an. Alle fliegen mit dem Raumschiff bis über die Erde und sehen, dass diese von einer grünen Wolke umgeben wird. Als sie wieder auf der Erde landen, finden sie alle Menschen der Schule versteinert vor. Nachdem sie herausgefunden haben, dass die gesamte Menschheit versteinert wurde, feiern die Kinder in einem Kaufhaus eine große Sause und können zum Beispiel die Vitrinen kaputtschlagen, Motorrad fahren und Süßigkeiten erbeuten, obwohl die Alarmanlagen klingen. Sie können tun und lassen, was sie wollen, ohne bestraft zu werden. Doch schon bald müssen sich die Kinder, Birnenstiel und Mac Hoss mit wildgewordenen Zootieren, mutiertem Gemüse, einem fiesen Kinderhasser und gefährlichen Gangstern befassen.

## Kritik
„Eine von überbordender Fantasie geprägte, aber allzu unstrukturierte freie Verfilmung des Kinderbuch-Klassikers von A.S. Neill, die einen Parforce-Ritt durch zahlreiche Genres unternimmt, dem jüngere Kinder kaum zu folgen vermögen. Auch in der Figurenzeichnung bleibt der Film zu oberflächlich, um fesseln zu können.“

„Claus Strigel inszenierte ein halbwegs unterhaltsames, jedoch sehr bemühtes Kinderabenteuer, das lediglich ein sehr junges Publikum anspricht. Frei nach dem Bestseller von Alexander Neill entstand eine phantastische Geschichte, die zwar in Deutschland ihresgleichen sucht, der es aber sichtlich an Fantasie mangelt.“

 Die Deutsche Film- und Medienbewertung FBW in Wiesbaden verlieh dem Film das Prädikat wertvoll.

## Unterschiede zwischen Buch und Film
Der Film hält sich nur grob an das Buch von Alexander Sutherland Neill.
- Die Handlung des Buches spielt im Jahre 1938 in Summerhill und nicht, wie im Film, in der heutigen Zeit in einem Internat in Leuchtenberg.
- Die Namen der Protagonisten wurden im Film verändert: Aus Neill wurde Birnenstiel und aus Pyecraft Mac Hoss; die Kinder bekamen die Namen Golo, Evi, Biene, Bernie, Jasmin, Enzo, Romy, Mark und Don.
- Aus dem Luftschiff wurde ein kürbisförmiges Raumschiff.
- Die Figur des Pater Birn ist im Film nicht zu sehen.
- Der Kampf mit den verwilderten Hunden wurde weggelassen.
- Die Reise nach Afrika wird nicht gezeigt.
- Die Figur der Lydia fehlt in der Buchvorlage.

## Kontroverse der FSK-Freigabe
In der ursprünglichen Fassung wurde der Film ab 12 Jahren freigegeben, dies führte 2001 auf dem Kinderfilmfestival Goldener Spatz zu einer Debatte um die seit 1951 geltenden Altersstufen der FSK. Bei der Diskussionsveranstaltung „Ist die FSK-Altersfreigabe noch zeitgemäß?“ wurde die Freigabe „ab 12“ angesichts der gestiegenen Medienkompetenz heutiger Kinder als zu hoch angesehen und es wurde eine Überarbeitung der Altersstufen gefordert, da beispielsweise der Schritt zwischen den Stufen „ab 6“ und „ab 12“ zu groß sei, weil gerade in diesem Altersbereich große Veränderungen bei Kindern stattfänden.
Mit dem, am 1. April 2003 in Kraft getretenen, neuen Jugendschutzgesetz dürfen auch Kinder ab 6 Jahren Filmvorführungen mit einer „FSK-12-Freigabe“ in Begleitung einer personensorgeberechtigten Person besuchen. Ab dem 1. Mai 2021 auch in Begleitung einer erziehungsbeauftragten Person.